# Duran (Nuovo Messico)
Duran è un census-designated place (CDP) degli Stati Uniti d'America della contea di Torrance nello Stato del Nuovo Messico. La popolazione era di 35 abitanti al censimento del 2010. Duran si trova all'incrocio tra la U.S. Route 54 e la New Mexico State Road 3, 14 miglia (23 km) a sud-ovest di Vaughn.

## Geografia fisica
Secondo lo United States Census Bureau, il CDP ha una superficie totale di 12,15 km², dei quali 12,15 km² di territorio e 0 km² di acque interne (0% del totale).

## Storia
Duran fu progettata nel 1902 quando la ferrovia fu estesa a quel punto. Dal 1902 è operativo un ufficio postale a Duran.

## Società

### Evoluzione demografica
Secondo il censimento del 2010, la popolazione era di 35 abitanti.

### Etnie e minoranze straniere
Secondo il censimento del 2010, la composizione etnica del CDP era formata dall'88,57% di bianchi, lo 0% di afroamericani, lo 0% di nativi americani, lo 0% di asiatici, lo 0% di oceanici, lo 0% di altre razze, e l'11,43% di due o più etnie. Ispanici o latinos di qualunque razza erano il 42,86% della popolazione.